# Ismael Nery
|                                                                |  |  |
| Ismael Nery, zelfportretten, links uit 1928 en rechts uit 1930 |  |  |

Ismael Nery (Belém, Pará, 9 oktober, 1900 – Rio de Janeiro, 6 april 1934) was een modernistisch Braziliaans kunstschilder, dichter en filosoof, met Nederlandse, Afrikaanse en inheems-Braziliaanse voorouders. Zijn werk wordt voornamelijk gerekend tot het expressionisme, het surrealisme en het kubisme.

## Leven en werk
Nery verhuisde in 1909 met zijn familie naar Rio de Janeiro, waar hij studeerde aan de Academie voor Schone Kunsten. In 1920 ging hij naar Europa en studeerde aan de Académie Julian in Parijs. In 1922 keerde hij terug naar Brazilië en raakte bevriend met de dichter Murilo Mendes, die hem aanzette eveneens poëzie te gaan schrijven. Hij huwde in 1922 de dichteres en later politiek journaliste Adalgisa Ferreira. Zijn schilderwerken stonden in deze periode sterk onder invloed van het expressionisme.
Onder invloed van Pablo Picasso begon Nery vanaf 1924 te schilderen in de stijl van het kubisme. In 1927 maakte hij een nieuwe reis naar Parijs en raakte verzeild in kunstenaarskringen in de wijk Montparnasse. Marc Chagall, André Breton, Giorgio de Chirico en Marcel Noll brachten hem in contact met het surrealisme. Hij schilderde overwegend menselijke figuren, portretten, veel zelfportretten ook, en naakten. Ook werkte hij als boekillustrator.
Na een reis naar Argentinië en Uruguay in 1929 werd bij Nery de diagnose tuberculose gesteld. Vanaf die tijd zou hij steeds vaker verminkte figuren schilderen. Na diverse verblijven in Braziliaanse sanatoria overleed hij in 1934, 33 jaar oud. Als streng gelovig Katholiek werd hij begraven bij een klooster conform Franciscaner gebruiken.
Nery bleef lange tijd vergeten, maar zijn werk beleefde in de jaren zestig een wederopleving na een grote retrospectieve tentoonstelling in Rio de Janeiro. In 1984 werd deze expositie herhaald. Tegenwoordig wordt Nery gezien als een der belangrijkste modernistische kunstenaars uit Latijns-Amerika.

## Galerij

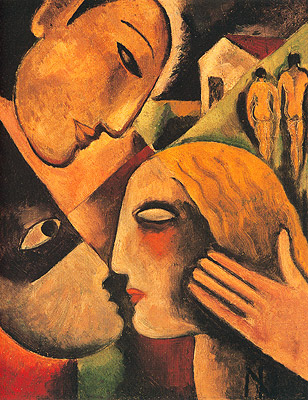
Composição Surrealista, 1928
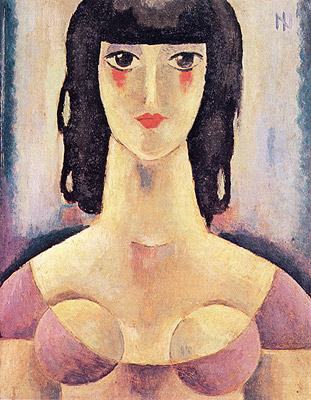
Figura feminina, z.d.
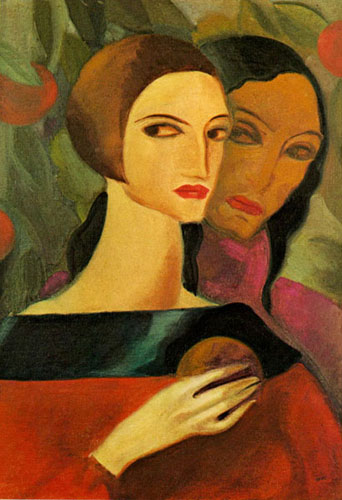
Duas amigas, 1925
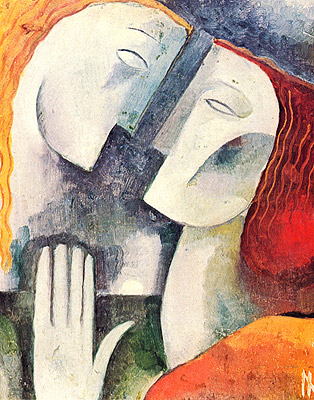
Namorados, z.d.
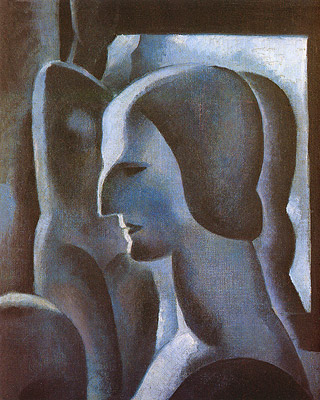
to de Adalgisa
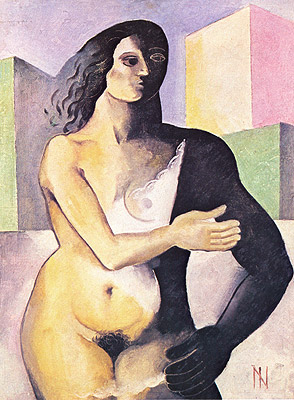
Figura com cubos, z.d.
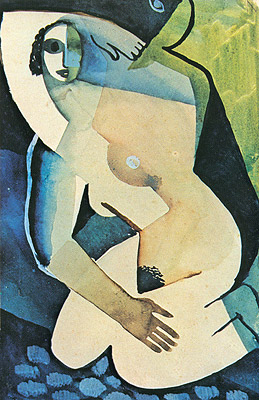
Mulher Nua Ajoelhada, ca. 1930
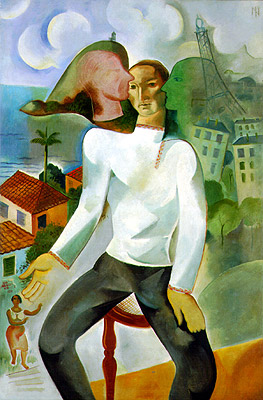
Auto-retrato, 1927
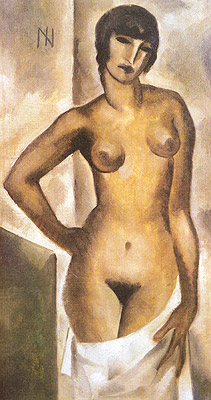
Nu feminino, 1925
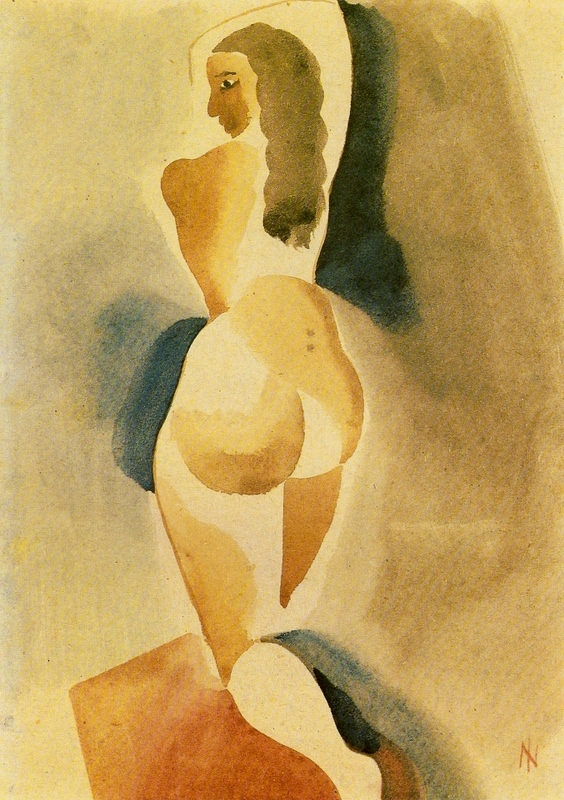
Nu, z.d.